# Swollen Members
Die Swollen Members sind eine Hip-Hop-Gruppe aus Vancouver, Kanada, die sich Mitte der 1990er Jahre einen Namen in der dortigen Untergrund-Szene gemacht hat.

## Bandgeschichte
Die Band besteht aus den Rappern Madchild (Shane Bunting) und Prevail (Kiley Hendricks) sowie dem DJ und Produzenten Rob The Viking (Robin Hooper). Das frühere Mitglied Moka Only verließ die Band nach dem vierten Album Heavy, um sich auf seine Solo-Karriere zu konzentrieren.
Swollen Members veröffentlicht ihre Musik unter dem Indie-Label Battle Axe Records, welches von Mad Child gegründet wurde, um seiner Band und anderen Musikern aus Kanada eine Chance zur Verbreitung ihres Materials zu geben. Außerdem sind sie auf den Soundtracks der Spiele Smackdown vs RAW, Mat Hoffman’s Pro BMX 2 und dem Snowboardspiel SSX 3 vertreten.

## Diskografie
- 1999: Balance
- 2001: Bad Dreams
- 2002: Monsters in the Closet
- 2003: Heavy
- 2006: Black Magic
- 2009: Armed to the Teeth
- 2010: Greatest Hits - Ten Years Of Turmoil
- 2011: Dagger Mouth
- 2011: Monsters II
- 2013: Beautiful Death Machine
- 2014: Brand New Day